# Tonnensturz
Tonnensturz war eine Punkband aus dem Ort Zirkow auf Rügen, die 1991 gegründet wurde.
Sie erreichte vor allem regional auf Rügen und überregional in Ostdeutschland inklusive Berlin einen nicht unbedeutenden Bekanntheitsgrad. In den zwölf Jahren des Bestehens wechselte wiederholt die Bandbesetzung und es wurden mehrere Tonträger produziert.
Die Gründungsmitglieder der Band sind Titte (Gesang), Wikinger (Gitarre), Ronny (E-Bass) und Friedemann (Schlagzeug). In dieser Besetzung traten sie erst lokal bei kleineren Veranstaltungen auf und spielten das erste Demotape Drecksplitter (1991) ein. Der Bassist Ronny wurde 1992 durch Botte ersetzt (Ronny wechselte an die Gitarre), der bei weiteren Liveauftritten und dem zweiten Tape „Gladiatoren“ (1992) mit von der Partie war und 1993 dann durch den dritten Bassisten Mutz ersetzt wurde, der außerdem die Geige in die Musik integrierte.
In dieser Besetzung nahmen Tonnensturz die weiteren Platten auf. Beginnend mit der Mini-LP „Bums nix meine Frau“ (1994, mit dem gleichnamigen Fetenkracher) kamen die EP Verlorenes Gewissen (1995), die LP Nie mehr normal (1996), die Mini-CD We are the kings of Rock´n Roll (1998) und schließlich das Best-of-Album Halli Galli (1999). Im Anschluss an das Album tourten Tonnensturz durch Deutschland und absolvierten mehr als 120 Auftritte. 2001 stieß dann Botte wieder zu der Band und übernahm den E-Bass. So entstand 2001 das letzte Album Rügencore.
Kurz darauf wurde die Band aufgelöst und Friedemann gründete die Gruppe COR, in der auch Ronny eine Weile Gitarrist war.

## Diskografie
- Drecksplitter, Demo 1991
- Gladiatoren, Demo 1992
- Bums nix meine Frau, Mini-LP 1994
- Verlorenes Gewissen, EP 1995
- Nie mehr normal, 1996
- We are the kings of Rock´n Roll, 1998
- Halli Galli, Best-of-Album 1999
- Rügencore, 2001